# 石田明 (実業家)
石田 明（いしだ あきら、1942年7月23日 - ）は、日本の経営者。

## 経歴
京都府京都市出身。1966年に日本大学法学部政治学科を卒業し、同年に大日本スクリーン製造に入社。
1977年に取締役に就任し、1978年6月に常務、1978年6月に専務を経て、1985年6月に副社長に就任し、1989年6月には社長に昇格。2005年6月に会長を経て、2017年6月にはSCREENホールディングス名誉会長に就任。